# 岸線市 (華盛頓州)
岸線市（Shoreline）位於美國華盛頓州金郡，西雅圖中心商業區往北9英里（14），緊臨西雅圖北方邊界。2010年美國人口普查時人口為53,007人，是為華盛頓州第十九大城。
根據華盛頓州地區人均所得，本市在華盛頓州522個地區中排第91名。
如果此市對合併Point Wells的要求被當地的開發者允許的話，岸線市的範圍將會擴增至斯诺霍米什郡南部。

## 姐妹市
- 韓國保寧市

## 資料來源
1. ↑  .   [2012-01-27]. （原始内容存档于2012-04-03）.
2. ↑  . United States Census Bureau.   [2008-01-31].
3. ↑  . United States Geological Survey. 2007-10-25  [2008-01-31].
4. ↑  .   [2012-01-27]. （原始内容存档于2011-09-20）.

## 外部連結
- 岸線市官方網站
- 岸線市歷史博物館 （页面存档备份，存于）
- SCC Wiki entry
- 岸線市新聞KOMO
- 岸線市Wiki （页面存档备份，存于）